# Roberto Rosato
Roberto Rosato (Chieri, 18 de agosto de 1943 – Chieri, 20 de junho de 2010) foi um futebolista italiano que atuava como zagueiro central. 

## Clubes
Rosato jogou por quinze temporadas na Serie A defendendo Torino, Milan e Genoa, antes se transferir ao Aosta da Serie D onde atuou por duas temporadas antes de se aposentar oficialmente em 1979. 
Apelidado de Faccia d'Angelo - Cara de anjo, destacou-se no Milan, clube onde ganhou vários troféus domésticos e internacionais. Ele formou uma formidável linha de defesa ao lado de Cudicini, Schnellinger, Anquilletti e Trapattoni.

## Seleção Italiana
Rosato integrou o elenco de aspirantes da Seleção Italiana que obteve a medalha de ouro nos Jogos do Mediterrâneo de 1963. Pela equipe principal, atuou em 37 oportunidades entre 1965 a 1972, sagrando-se campeão do Campeonato Europeu de 1968. Em Copas do Mundo, participou das edições de 1966 e 1970. 
Na partida final de 1970, em meio a multidão que invadia o campo ao fim do jogo, trocou de camisa Pelé. Em 27 de março de 2002 a mesma foi leiloada pela Christie's, sendo arrematada por 157 mil libras. Segundo o próprio Rosato, ela foi leiloada para evitar disputas futuras entre seus filhos.

## Vida pessoal
Rosato nasceu no mesmo dia, mês e ano de Gianni Rivera, seu companheiro de Milan e Seleção Italiana. Faleceu em 20 de junho de 2010 aos 66 anos de idade depois de lutar por dez anos contra um câncer. No mesmo dia, a Seleção Italiana enfrentou a Nova Zelândia pelo Grupo F da Copa do Mundo de 2010 usando braçadeiras pretas em sua memória. Deixou a esposa Anna e três filhos: Carola, Davide e Alessandro.

## Títulos
Milan  
- Serie A: 1967-68
- Coppa Italia: 1966-67, 1971-72 e 1972-73
- Taça dos Clubes Campeões Europeus: 1968–69
- Taça dos Clubes Vencedores de Taças: 1967–68, 1972–73
- Copa Intercontinental: 1969

Genoa
- Serie B: 1975–76[4]

Seleção Italiana
- Jogos do Mediterrâneo: 1963
- Campeonato Europeu: 1968

### Prêmio individual
- Hall da Fama do AC Milan[5]